# 华南理工大学法学院
华南理工大学法学院（知识产权学院），简称华工法学院，是华南理工大学的下属学院，前身为1993年创立的原人文社科系的法学专业，首任院长为葛洪义教授。后由华南理工大学与广东省知识产权局合作创办华南理工大学知识产权学院，并与法学院合署办公，是广东省最早的“知识产权学院”。
法学院具有法学一级学科硕士学位授予权和法律硕士专业学位授予权，并设有法学博士后流动站。截止2019年6月，共有全日制在校生1,071人、在职硕士研究生三百多人，教工75人、专职教师61人。

## 历史沿革
1993年，华南理工大学人文社科系开办经济法专科专业，此为法学院的前身。1995年，获准招收法学专业本科学生。
2002年，并入人文社会科学学院，成为其中的“法学系”。
2003年，华工决定在原人文社会科学学院法学系的基础上筹建法学院。2004年7月，法学院正式成立，葛洪义教授任首任院长。同年12月，与广东省知识产权局合作创办知识产权学院，与法学院合署办公。
2006年，获得法学一级学科硕士学位授予权，并在次年正式开始招收法律硕士专业学位研究生。2009年，成为中国8所法律硕士专业学位知识产权方向培养试点单位之。
2011年，法学院获批法学一级学科博士点，成为广东省两个法学一级学科博士授权点之一；2014年，获批设立法学博士后科研流动站。
2012年，成为中国首批全国卓越法律人才培养教育基地之一
2016年3月，法学院的法学博士学位授权学科被中国教育部评为“不合格”，其博士学位授权点亦被撤销。

## 管理机构

### 现任领导
- 院长：蒋悟真
- 党委书记：朱文建
- 副院长：夏正林、张友好、陈红彦
- 党委副书记：韦萍（兼纪委书记）、郑庭伟（挂职）
- 院长助理：张继承、林志毅、滕宏庆、冯健鹏[12]

### 机构设置
- 学院办公室
- 学生工作办公室
- 学系
  - 法律系
  - 知识产权系
- 专业委员会
  - 学院学位评定分委员会
  - 学院学术分委员会
  - 学院本科教学指导委员会
- 工会、教代会

## 教学科研
法学院建有多个国家级、省部级和校级各类重点研究与培训基地。

### 学系、教研室
- 法律系
  - 法学理论教研室
  - 法律史教研室
  - 宪法学与行政法学教研室
  - 刑法学教研室
  - 民商法学教研室
  - 诉讼法学教研室
  - 经济法学教研室
  - 国际法学教研室
- 知识产权系
  - 知识产权教研室

### 研究机构
- 校级研究机构
  - 中国对外开放法制研究中心
  - 互联网法律研究中心
- 其他研究机构
  - 房地产法研究中心
  - 港澳基本法研究中心
  - 宪法与行政法研究中心
  - 财税法研究所
  - 知识产权研究所

### 科研基地
- 华南理工大学广东省地方立法研究评估与咨询服务基地
- 华南理工大学广东地方法制研究中心
- 华南理工大学法治评价与研究中心

## 学生团体
- 学生会
- 团委
- 青年法学社
- 辩论队
- 法律援助社
- 亚洲法律学生联合会华南理工大学分会（ALSA SCUT）